# Boto von Pottenstein
Boto von Pottenstein (* 1028; † 1. März 1104), auch Graf Poto, Poto Fortis oder Domnus Bodo genannt, war der letzte männliche Vertreter der pfalzgräflichen Linie des hochfreien bayerischen Adelsgeschlechtes der Aribonen und Bruder des 1055 abgesetzten Pfalzgrafen Aribo II.

## Leben
Boto war der jüngere Sohn des Pfalzgrafen Hartwig II. von Bayern und der Friderun. Der Vater starb gegen Ende des Jahres 1027, als Botos Bruder Aribo noch ein kleines Kind und seine Mutter mit ihm schwanger war.
Boto und Aribo, die in den Quellen als pfalzgräfliches Brüderpaar häufig in einem Atemzug genannt werden, hatten Besitzungen im gesamten damaligen bayerischen oder bayerisch beeinflussten Raum: an der Grenze zu Ungarn, in der Steiermark und Kärnten, im Salzburggau, dem Freisinger Raum, um Regensburg und im Nordgau (Oberpfalz).
1053/54 schlossen sich Aribo und Boto dem Aufstand Herzog Konrads von Bayern und Herzog Welfs von Kärnten gegen Kaiser Heinrich III. an. 1055 wurde Aribo deswegen abgesetzt und gemeinsam mit Boto geächtet. Beide verloren Lehen und Teile ihrer Eigengüter, z. B. an die Diözesen Salzburg und Eichstätt Güter bei Straßgang in der Steiermark und im Innviertel, den Ort bzw. die Burg Pottenburg in Niederösterreich sowie weitere Güter um Eichstätt und im Nordgau sowie Weinberge bei Regensburg. Boto heiratete kurz darauf Judith, eine Schweinfurter Erbin, die junge Witwe des verstorbenen bayerischen Herzogs, und kam durch sie zu Besitzungen im östlichen Franken. Unter anderem das nach ihm benannte Pottenstein in der Fränkischen Schweiz, das zu seinem Hauptsitz wird, denn 1074 nennt er sich in einer Kaiserurkunde Graf Boto von Botenstein. Sein Bruder ließ sich nach seiner Absetzung und späteren Begnadigung in einer ihm verbliebenen norgauischen Besitzung nieder, die nahe am fränkischen Pottenstein lag, denn schon im Jahr 1059 fungiert er unter dem Namen "Erbo de Wizenaha" (Weißenohe) als Zeuge einer Bamberger Bistumssynode.
Den Lobeshymnen des zeitgenössischen Chronisten Ekkehard von Aura nach zu schließen, war Boto von beeindruckender körperlicher Gestalt. Wohl mit dem Tod Heinrichs III. 1056 wurde seine Ächtung aufgehoben, so dass er sich in den Ungarnkriegen von 1060 durch seine Stärke und Tapferkeit besonderen Ruhm erwerben konnte.
Mitte der 1070er Jahre finden sich im Kontext der Sachsenkriege von König Heinrich IV. einige Erwähnungen eines Boto. Bislang ist noch nicht gesichert, ob jeweils die gleiche Person gemeint ist, und vor allem weiß man nicht, ob es sich um Boto von Pottenstein handelt. Sollte dies jedoch der Fall sein, wäre der in seiner Jugend rebellische Aribone mit den Jahren zu einer wichtigen Stütze des Königs geworden.
Nachdem die beiden Brüder um das Jahr 1070 bereits das Kloster Millstatt in Kärnten gegründet hatten, richteten sie vor ihrem Tod zu ihrem Seelenheil weitere Stiftungen ein. Aribo gründete das Kloster Weißenohe, Boto leistete erheblichen Zustiftungen an das Kloster Theres, wohin seine sterblichen Überreste nach seinem Tod 1104 bei Regensburg auch übertragen wurde.
Mit Boto stirbt die pfalzgräfliche Linie der Aribonen aus. Seine einzige Tochter, Adelheid von Pottenstein, heiratete Heinrich I., Herzog von Niederlothringen und Graf von Limburg. Burg Pottenstein fiel an den Bischof von Bamberg.

## Notizen
- 1055: Kaiser Heinrich III. macht Salzburg und Eichstätt  umfangreiche Schenkungen aus den Gütern der geächteten Brüder Aribo und Boto (Monumenta Germaniae historica, MGH: DD H III, 454-459).
- 1060: Dank des heldenhaften Kampfes von Graf Boto können sich die Frau und der Sohn des ungarischen Königs Andreas beim Aufstand von dessen Bruder Béla ins Reich retten (Regesta Imperii Online, RI: III,2,3 n. 202).
- Um 1070: Aribo und Boto gründen das Kloster Millstatt (MGH Necrologia Germaniae 2: Salzburg, 457).
- 1071: Bei der Übertragung von Kloster Banz an Bamberg treten Boto und Erbo (Aribo) als Zeugen auf (Erich von Guttenberg: Die Regesten der Bischöfe und des Domkapitels von Bamberg. Würzburg 1932, Reg. 418).
- 1074 (1070?): Traditionsnotiz Heinrichs IV.; Zeugen sind u. a. Graf Aribo von Haigermoos und sein Bruder Graf Boto von Pottenstein (RI III, 2, 3, n. 714).
- [1073-1075: In den Annalen des Lampert von Hersfeld (vgl. MGH) und in einer Schenkungsurkunde Heinrichs (RI III, 2,3, n. 685) tauchen ein „Goslariae praefectus Bodo nomine“, ein „miles Boto“ sowie ein Graf Boto, Gesandter des Königs in Sachsen auf. Die Identitäten der drei Nennungen sind nicht geklärt].
- 1087: Ein "domnus Bodo" unterzeichnet zusammen mit Erbo (Aribo) das Protokoll der zweiten Bamberger Diözesansynode (Guttenberg, Reg. 545).
- 1094: Der unter bayerischem Recht lebende Boto von Pottenstein und seine Frau Judith machen umfangreiche Zustiftungen an Kloster Theres, Zeuge ist u. a. Aribo (Guttenberg, Reg. 572).
- Todesnotiz zum Jahr 1104 bei Ekkehard von Aura (MGH SS 6, 225f.) und dem Annalista Saxo (MGH SS 37, 512f.), mit ausführlichen Kommentaren zu Herkunft und Person Botos.

## Ehen und Nachkommen
Boto war seit ca. 1056 verheiratet mit Judith, Tochter des Schwabenherzogs Otto III., Nichte der Judith von Schweinfurt, Enkelin des mächtigen Grafen Heinrich von Schweinfurt, die in erster Ehe mit dem aufständischen Herzog Konrad von Bayern vermählt war.
Kinder:
Adelheid von Pottenstein